# Anna Sahib
Meherban Shrimant Shrimant Shrinivasrao Parusharam, kortweg Shrinivasrao Parusharam, ook wel Anna Sahib (27 november 1833 - 1901) was de zevende radja van het voormalige vorstenland Aundh in de kroonkolonie Brits-Indië van 11 juni 1948 tot 1901.
De radja's van Aundh droegen de titel Pant Pratinidhi. Prati Nidhi betekent plaatsvervanger, commissaris, onderkoning.
Anna Sahib was een geadopteerd kind van de Hibarekar familie. Hij kreeg privé-onderwijs en trouwde voor de eerste keer in 1850 met Radha Bai, geboren in 1845 en de dochter van Mutalik. Hij trouwde voor de tweede keer met Thaku Bai, een dochter van Narayan Daji Sabnis van Bhushangarh. Hij had met hen vier zonen en vier dochters, waaronder Dada Sahib en Bala Sahib.